# Stadtkirche Penig

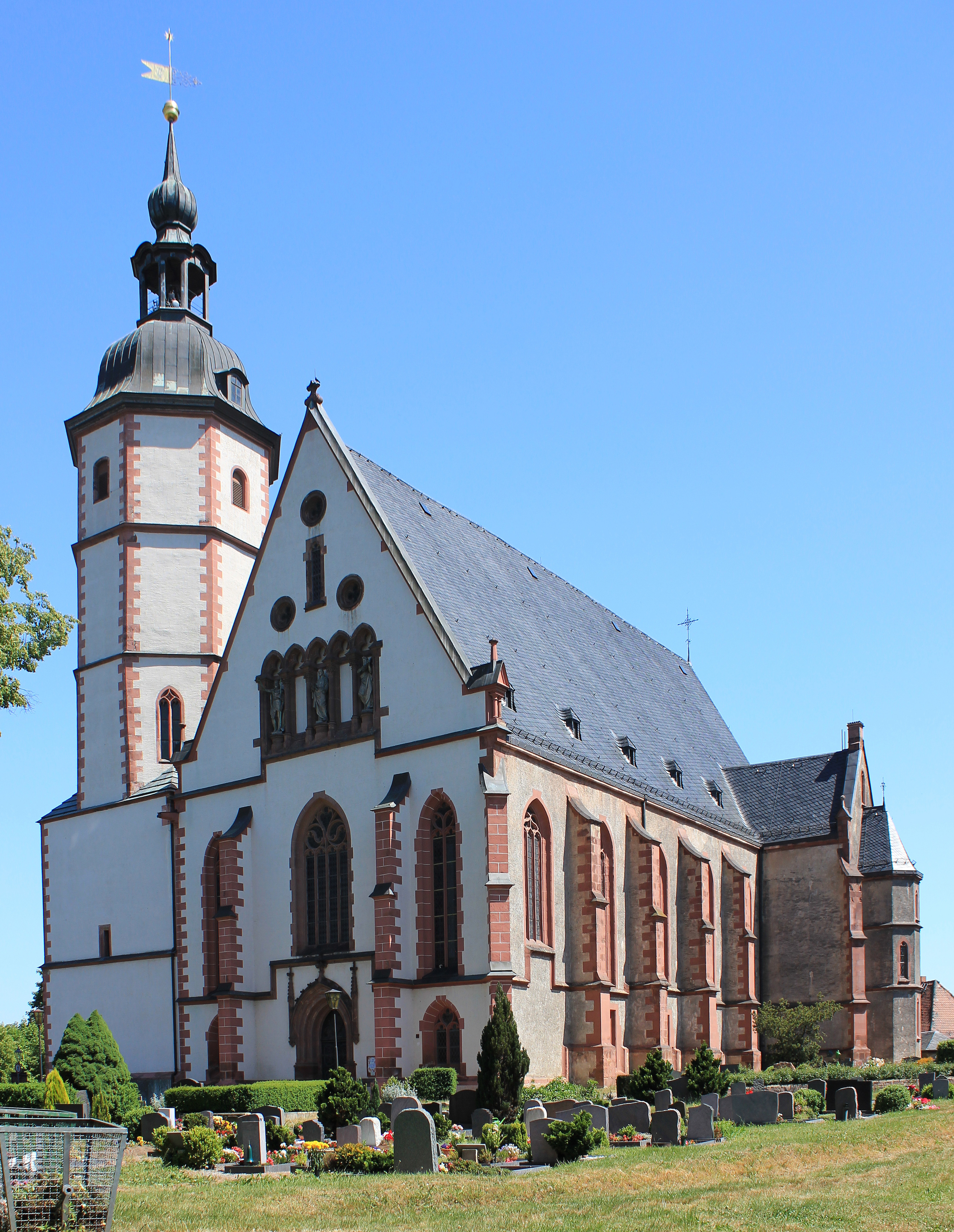
Stadtkirche Penig

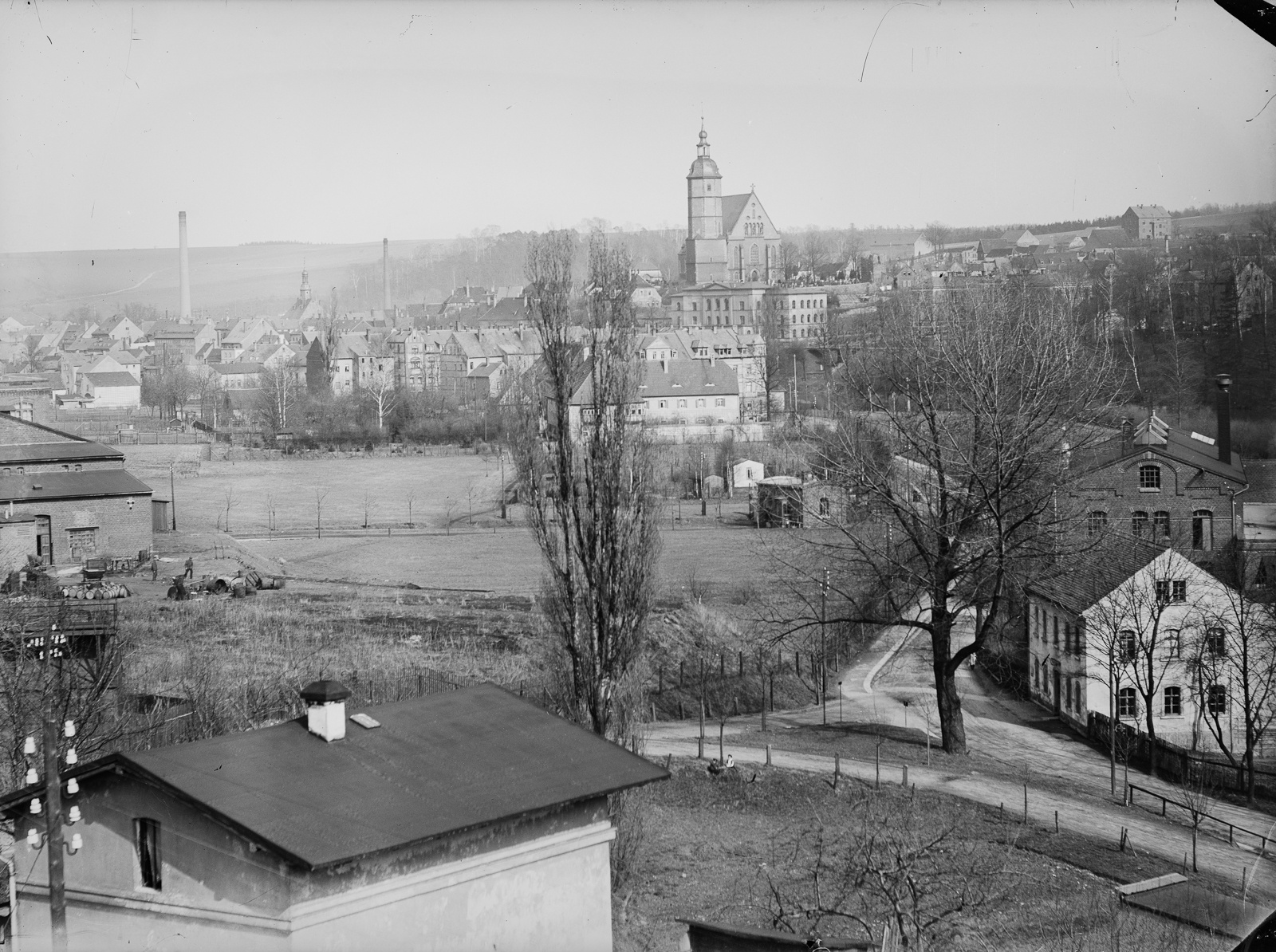
Ansicht von Stadt und Kirche um 1925

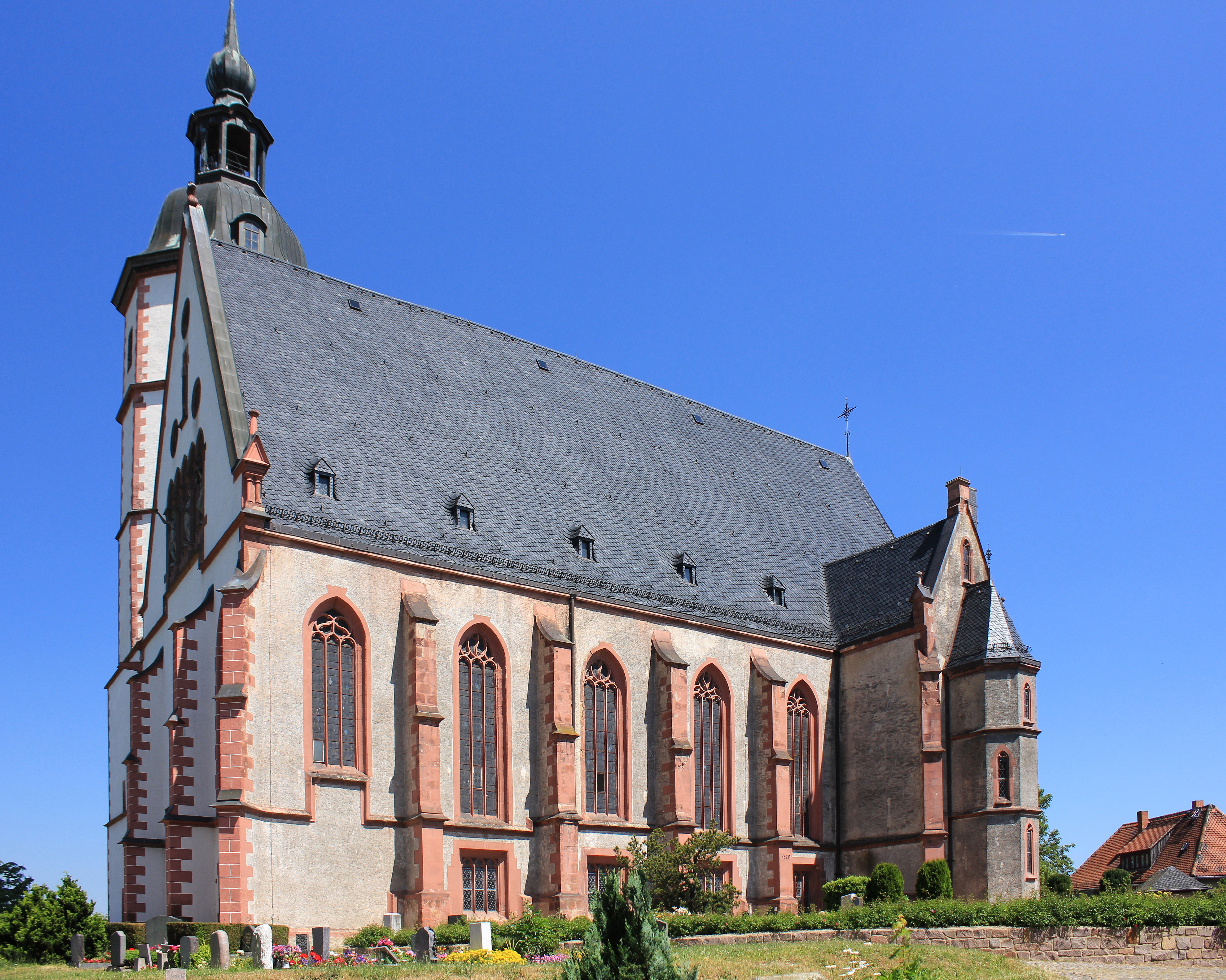
Südseite

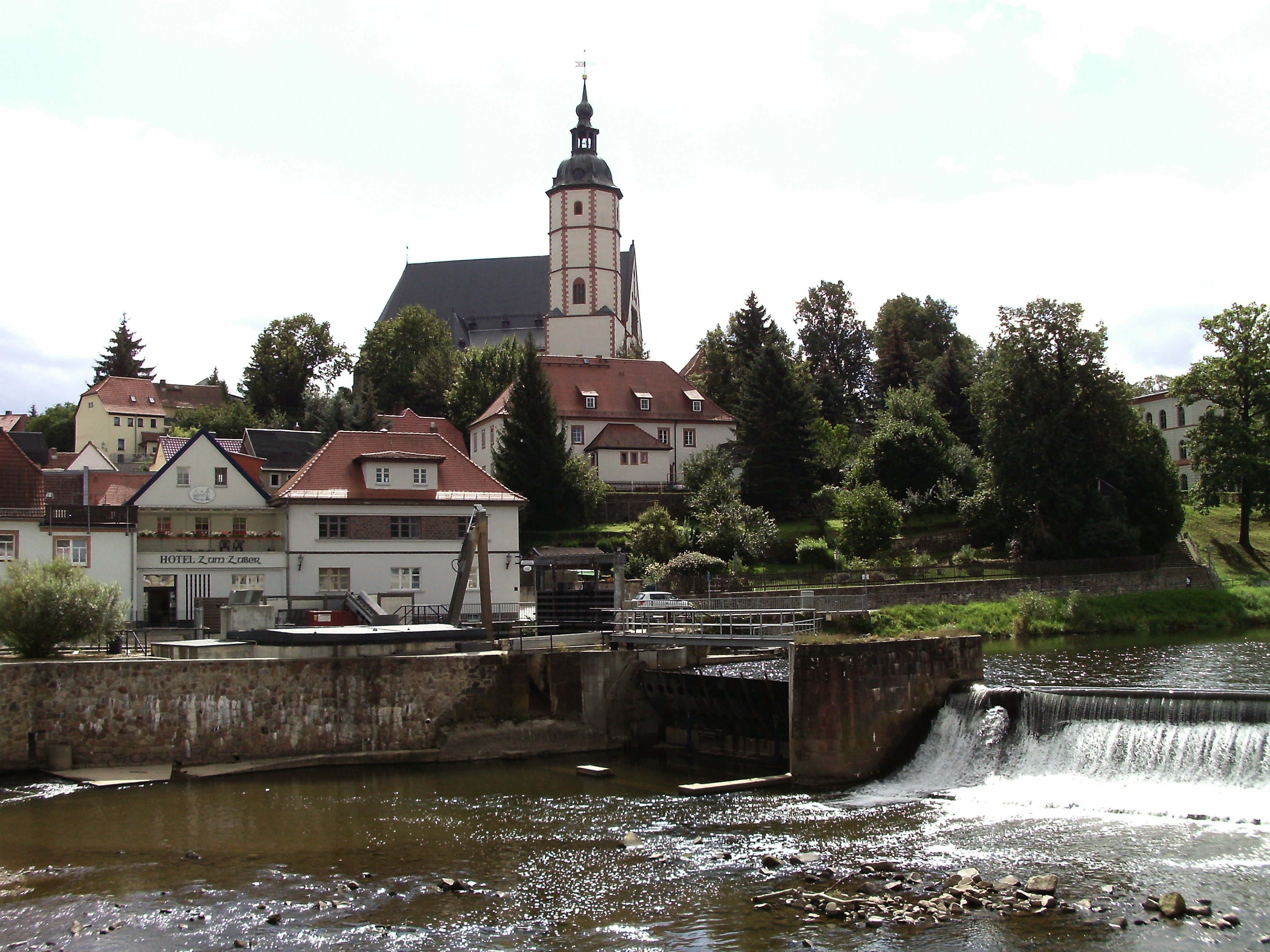
Stadtbild Penig von Norden über die Mulde mit Stadtkirche

Die evangelische Stadtkirche Unser Lieben Frauen auf dem Berge ist eine spätgotische Kirche in Penig im Landkreis Mittelsachsen in Sachsen. Sie gehört zur Kirchgemeinde Penig in der Evangelisch-Lutherischen Landeskirche Sachsens und prägt das Stadtbild von Penig.

## Geschichte und Architektur
Die Stadtkirche Unser Lieben Frauen in Penig war zunächst Filialkirche der St.-Aegidien-Kirche in Penig und gehörte seit 1313 zum Patronat des Benediktinerklosters Chemnitz. Der Neubau der spätgotischen Stadtkirche begann mit dem hohen, im Grundriss quadratischen Turm in der Nordwestecke der Kirche im Jahr 1476. Der Bau des Kirchenschiffs als verputzter Bruchsteinbau wurde im Jahr 1499 im Äußeren fertiggestellt; das Innere wurde ohne die Pfeiler und Gewölbe belassen. Die Weihe fand erst 1515 statt.
Vom Vorgängerbau blieb an der Nordseite des heutigen Schiffes die Kapelle zur Herrlichkeit als Grablege des Burggrafen Albrecht von Leisnig aus dem Jahr 1380 erhalten. Das dreijochige Bauwerk endet in einem Fünfachtelschluss. Eine kleine Vorhalle im Norden zeigt ein reiches Sterngewölbe.
Die Kirche ist als dreischiffige, sechsjochige Hallenkirche angelegt und wird mit einem siebenseitigen Polygon nach Osten ähnlich der Jakobikirche in Chemnitz abgeschlossen, so dass wohl ein Umgangschor beabsichtigt war.
Im Jahr 1688 wurde die Felderdecke des Schiffes von Constantin Seitz d. Ä. aus Schneeberg mit 68 Bildern des Alten und Neuen Testaments bemalt, sie ist damit sogar drei Jahre älter als die Decke in der Dorfkirche Löbnitz.
Der Turm erhielt 1781 den heutigen Abschluss mit Haube und Laterne.
1890 bis 1892 wurde die Kirche durch Woldemar Kandler in neugotischen Formen restauriert. 1969 wurde eine weitere Restaurierung unter der Leitung von Elisabeth Hütter und Heinrich Magirius mit Helmar Helas und Fritz Riedel als Restauratoren durchgeführt. Die jüngste Restaurierung erfolgte 1988 bis 1993.

## Ausstattung
Das Hauptstück der Ausstattung ist der Altaraufsatz aus Sandstein mit farbiger Fassung von Christoph Walther II aus dem Jahr 1564 mit protestantischem Bildprogramm. Er zeigt das Abendmahl, die Kreuzigung und die Auferstehung in der Mittelachse. Links sind die Geburt und die Taufe Christi sowie Gottvater dargestellt, rechts Pfingsten, die Himmelfahrt und der Herr als Richter. Im Auszug ist die Auferstehung Christi dargestellt, seitlich die Opferung Isaaks und die Beschwichtigung der Wogen (Mt 8,26 ), darüber Gottvater und daneben die Engel mit den Leidenswerkzeugen. Den Abschluss bildet eine kleine Figur des Salvator mundi. Eine fein ausgeführte Rahmung in italienischen Hochrenaissanceformen ist mit Säulenarchitektur und Gebälk ausgestattet.
Der Taufstein von Gabriel Eckardt aus dem Jahr 1609 ist mit figurenreichen Reliefs versehen. Ein lebensgroßes Holzkruzifix wurde 1619 geschaffen. Ein Bildnis von Lucas Cranach dem Älteren aus dem Jahr 1537 zeigt Luther als Junker Jörg.
Die bemerkenswerte Felderdecke gibt es seit dem Jahr 1688. Sie stammt von Constantin Seitz d. Ä. aus Schneeberg – er schuf 70 großflächige Bildtafeln mit Motiven aus der Bibel; sie belegen die Glaubensfrömmigkeit der Christen im 17. Jahrhundert.
Mehrere Glasmalereien vom Anfang des 16. Jahrhunderts mit der Darstellung der Kreuzigung der heiligen Barbara blieben im südlichen Anbau erhalten; sieben große Glasmalereien mit Szenen aus dem Leben Christi wurden 1895 geschaffen.
Die Orgel ist ein Werk von Richard Kreutzbach aus den Jahren 1890–1893 mit 40 Registern auf drei Manualen und Pedal. Sie wurde 1955–1957 durch Reinhard Schmeisser umgebaut und 1999 durch Gerd Christian Bochmann wiederhergestellt.
Zahlreiche Grabdenkmäler und Epitaphien des 16. und 17. Jahrhunderts sind ebenfalls erhalten. Davon hervorzuheben ist ein großes steinernes Epitaph für Hans Ernst von Schönburg († 1586), das von Samuel Lorentz aus Freiberg geschaffen wurde. Es zeigt einen figurenreichen zweigeschossigen Säulenaufbau in kunstvollen Spätrenaissanceformen. Im Mittelteil ist die vor dem Kreuz kniende Figur des Verstorbenen, flankiert von Moses, Johannes dem Täufer und zwei Wappenhaltern und darüber im Relief die Himmelfahrt dargestellt. Weiterhin ist ein farbig gefasstes Epitaph des Christoph Friedrich von Schönburg († 1607) von Uriel Lorentz mit aufwändiger korinthischer Pilasterarchitektur und dem knienden Verstorbenen mit der figurenreichen Darstellung der Auferweckung des Lazarus im Bogenfeld zu nennen. Eine kleine Bronzeplatte für Cunradt Schantz aus Leipzig († 1530) zeigt den Verstorbenen mit seiner Familie kniend vor dem Gekreuzigten. Das Epitaph des Philipp von Hassenstein († 1557) zeigt die lebensgroße Relieffigur des Verstorbenen in einer schweren Architekturrahmung.
In der Vorhalle findet sich der Grabstein des Gründers der nördlichen Kapelle, des Burggrafen Albrecht von Leisnig († 1411) mit Wappen und Inschriftband. Im Saal ist das Epitaph des Eugenius Pistoris († 1582) und seiner Gemahlin Barbara von Milkau († 1577) von Andreas Lorentz zu finden, das die kniende Familie vor dem Gekreuzigten zeigt. Grabsteine wurden für Peter Caesar († 1571) und für A. von Mansfeld († 1570) jeweils mit ganzfiguriger Darstellung sowie für eine Unbekannte († 1528) gesetzt. Eine gefasste Rokoko-Kartusche aus Holz mit einem großen Inschriftfeld erinnert an Christian Martin Kochen († 1779).

## Geläut
Das Geläut besteht aus vier Bronzeglocken, der Glockenstuhl ist aus Eichenholz und die Glockenjoche sind aus Stahl gefertigt.
Im Folgenden eine Datenübersicht des Geläutes:
| Nr. | Gussdatum | Gießer                    | Durchmesser | Masse   | Material | Schlagton |
| --- | --------- | ------------------------- | ----------- | ------- | -------- | --------- |
| 1   | 1764      | Glockengießerei Weinholdt | Bronze      | 1402 mm | 1300 kg  | es′       |
| 2   | 1969      | Glockengießerei Schilling | Bronze      | 1090 mm | 740 kg   | ges′      |
| 3   | 1387      | Glockengießerei unbekannt | Bronze      | 960 mm  | 525 kg   | as′       |
| 4   | 1969      | Glockengießerei Schilling | Bronze      | 800 mm  | 300 kg   | h′        |